# Anna Persauter
Anna Persauter, geborene Anna Kempter (* 29. September 1624 in Saulgau; † 26. März 1672 ebenda) war ein Opfer der Hexenverfolgungen in Saulgau.

## Leben
Die Familie lebte in einfachen Verhältnissen. Leo Persauter hatte ein „Haus und Thunglege“ im 1. Stadtviertel. Die Familie war von „geringem Ansehen“ – so wird es in der Chronik verzeichnet. Leo Persauter wurde zeitweilig als „Hexenwärter“ von der Stadt beschäftigt. Von der Mutter wird im Protokoll ihres zweiten Prozesses gesagt, sie habe einen Liebhaber im Hause geduldet. Das sei allgemein bekannt gewesen. In den Ratsprotokollen späterer Jahre taucht der Name Persauter des Öfteren auf, wenn der Rat über Diebstahlsfälle und Fälle von übler Nachrede und Ehrabschneidungen befinden musste.
Anna war seit drei Jahren als Hebamme tätig, was ein verdächtiger Beruf war. Üble Nachrede und Missgunst waren an der Tagesordnung. Hebammen wurden beschuldigt, Wöchnerinnen und Neugeborene zu Schaden kommen zu lassen, zu verhexen oder gar zu töten.
Sie ehelichte am 24. Juni 1646 Leo Persauter aus Betzenweiler, mit dem sie neun Kinder hatte.

## Hexenprozess

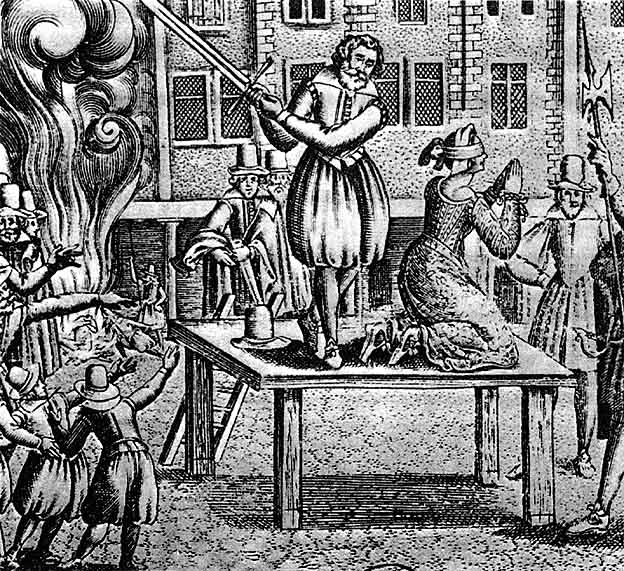
Enthauptung Leonora Galigaïs auf dem Place de Grève

Es gibt zwei Saulgauer Hexenprozesse, deren Protokolle vollständig vorhanden sind. In beiden Fällen handelt es sich um dieselbe Angeklagte Anna Persauter. Durch Gerüchte und geheime Zeugenvernehmungen kam es am 18. Mai 1666 zur ersten Anklage gegen sie. Der Prozess endete überraschenderweise nur damit, dass die Angeklagte in ihr Haus verbannt wurde, denn Anna Persauter hatte die Folter ohne Geständnis überstanden.
1672 kam es durch Denunziation zur zweiten Anklage. Als wichtiges Indiz für die Erhebung der Anklage waren Gerüchte und üble Nachrede. Eine in Buchau hingerichtete „Hexe“ bezichtigte in einem Hexenprozess Anna Persauter als ihre Lehrmeisterin. Kurz darauf kam es in der unteren Vorstadt zu einer Brandkatastrophe: vier Wohnhäuser und einige Scheunen fielen einer großen Feuersbrunst zum Opfer. Das Protokoll vermerkt hierzu, dass die ganze Stadt, Geistliche sowohl als Laien, der einhelligen Meinung waren, dieser Brand könne keine natürliche Ursache haben, sondern wäre das Werk der Hexen. Anna Persauter wurde am selben Tag am 17. Februar 1672 verhaftet.
Zeugen belasteten sie in geheimen Vernehmungen wegen unerklärlicher Krankheitsfälle. Im Verhör wies Anna Persauter alle Vorwürfe zurück. Dann wurde sie tagelang gefoltert. Schließlich gestand sie unter der Folter Teufelspakt, Hexenflug, Teilnahme an Hexentänzen (Hexensabbat), Schadenzauber an Mensch und Vieh und Wettermachen. Ihr wurde auch vorgehalten, dass sie beim ersten Prozess 1666 die Folter überstanden hatte – hier konnte nur der Teufel mit im Spiel gewesen sein. Ihre letzte Sorge galt ihren Kindern. Sie bat das Gericht: „Und bitt allein ihre Khinder lassen befohlen sein.“
Der Prozess endete mit dem Todesurteil. Anna Persauter starb am 26. März 1672 durch Enthauptung; ihre Leiche wurde verbrannt. Ihre Tochter Ursula Persauter wurde im Alter von 22 Jahren am selben Tag wie ihre Mutter ebenfalls als „Hexe“ hingerichtet.